# Badr Boulahroud
Badr Boulahroud (en arabe : بدر بولهرود), né le 21 avril 1993 à Rabat, est un footballeur international marocain évoluant au poste de milieu de terrain à Ohod Club.

## Biographie

### Carrière en club

#### Enfance et formation
Badr Boulahroud voit le jour le 21 avril 1993 à Rabat, capitale marocaine. Il grandit dans sa ville natale avant d'intégrer l'école de football du FUS de Rabat à ses 8 ans. Le joueur passe son enfance, ses journées et soirées à jouer au football dans un petit terrain de son quartier avec ses amis. 
Dans le club de la capitale, il passe par toutes les classes du club des poussins, minimes, cadets, juniors jusqu'à l'équipe espoirs.

#### Début et confirmation FUS de Rabat (2013-2018)
Le 1er juillet 2013, il est promu en équipe première du FUS de Rabat. Il commence sa carrière professionnelle en 2013 à l'occasion d'un match de championnat face au HUS d'Agadir (victoire, 2-0).
Avec le FUS de Rabat, il remporte dans la saison 2015-16 le championnat marocain. Il participe dans sa carrière à la Ligue des champions d'Afrique et à la Coupe de la confédération. Il atteint les demi-finales de la Coupe de la confédération en 2017.

#### Transfert au Málaga CF (2018-2020)
Le 6 juillet 2018, Badr Boulahroud signe un contrat de trois saisons au sein du club Málaga CF relégué pour la saison 2018-19 en Segunda División, pour 600 000 €,. Il rejoint ainsi son compatriote Youssef En-Nesyri.
Le 8 juin 2019, il inscrit son premier but avec le club andalouse lors de la 42e et dernière journée du championnat contre Elche CF, sur un tir lointain du pied gauche.

#### Raja CA (2021-2022)
Le 5 février; dernier jour du mercato marocain, il est annoncé que Badr Boulahroud s'est engagé avec le Raja Club Athletic, avec qui il paraphe un contrat d'une saison et demi.
Le 5 mai 2021, il est éliminé en quarts de finale de la Coupe du Maroc après une défaite contre les FAR de Rabat dans les séances de penaltys (match nul, 1-1 ; penaltys : défaite, 5-3).
Le 10 juillet 2021, le Raja CA s'impose en finale de la Coupe de la confédération face aux algériens de la JS Kabylie et d'adjuge son troisième titre de la compétition (victoire, 2-1).

### Carrière internationale
Étant l'un des meilleurs milieux défensifs de la Botola Pro, il est très vite repéré par la responsables techniques de la FRMF. Âgé alors de 22 ans, il est appelé en 2015 pour prendre part au Tournoi de Toulon avec le Maroc -20 ans. Dans cette équipe, il atteint la finale du tournoi, en étant battu par l'équipe de France.
Il reçoit sa première sélection avec l'équipe du Maroc des locaux le 13 août 2017, lors d'un match contre l'Égypte (score : 1-1). Il inscrit son premier but avec les locaux du Maroc cinq jours plus tard, contre cette même équipe (victoire 3-1). À l'occasion de la CHAN 2018, l'entraîneur Jamal Sellami convoque Badr Boulahroud pour prendre part à la compétition continentale. Le joueur joue la totalité des matchs et est titularisé à chaque match et remporte la compétition sur une finale face au Nigeria (victoire, 4-0).
Il joue son premier match en équipe du Maroc sous l'ère Hervé Renard le 10 octobre 2017, en amical contre la Corée du Sud (victoire 3-1).

## Statistiques

### En sélection
Le tableau suivant liste les rencontres de l'équipe du Maroc dans lesquelles Badr Boulahroud a été sélectionné depuis le 10 octobre 2017 jusqu'à présent.

## Palmarès

### En club
FUS de Rabat (1)
- Championnat du Maroc :
  - Champion en 2015-16
- Coupe du Trône :
  - Finaliste en 2015

 Raja Club Athletic
- Coupe arabe des clubs champions
- Vainqueur2021
- Championnat du Maroc
  - Vice-champion en 2021-22.

### En sélection
Équipe nationale du Maroc (1)
- Championnat d'Afrique des nations :
  - Vainqueur en 2018.

 Maroc -20 ans
- Tournoi de Toulon :
  - Finaliste du en 2015